# Charles Austin Gardner
Charles Austin Gardner (6 de gener de 1896-?24 de febrer de 1970) va ser un botànic, i explorador australià.

## Biografia
Va néixer a Lancaster, Anglaterra, emigrant amb la seva família, a Austràlia Occidental quan tenia tretze anys.
Va mostrar interès en Arts i en la Botànica des de jove, i guanya el càrrec de recol·lector botànic del "Departament Forestal" l'any 1920. A l'any següent, és botànic de la "Expedició d'Exploració Kimberley", resultant en la seva primera publicació botànica: Botanical Notes, Kimberley Division of Western Austràlia, on descriu vint noves espècies.
L'any 1924 és transferit al "Departament d'Agricultura", i seguint una reorganització ministerial, el 1928, és designat Governador Botànic i Curador de l'Herbari Estatal.
Va viatjar extensament, publicant al voltant de 320 articles, els més importants van ser Contributions to the Flora of Western Austràlia a Journal of the Royal Society of Western Austràlia (de 1923), Enumeratio Plantarum Australiae Occidentalis (1930) i Flora of Western Austràlia Vol. 1, Part 1, Gramineae (1952). Va descriure vuit gèneres i 200 espècies.
L'any 1937 es va convertir en el primer botànic australià oficial d'enllaç ("Australian Botanical Liaison Officer") del Royal Botanic Gardens, Kew.
Es retira l'any 1962, i mor a conseqüència de la diabetis a Subiaco (Austràlia Occidental) el 24 de febrer de 1970, als 74 anys. La seva col·lecció personal botànica va ser llegada a la Comunitat Benedictina de Nova Norcia Austràlia Occidental, però seria transferida a l'Herbari Estatal a Perth al juny del 1970.

## Honors
Va rebre la "Medalla de la Royal Society of Western Austràlia" el 1949.

## Publicacions
- Charles Austin Gardner. 1985. Wildflowers of Western Austràlia. 16a edició de St George Books, 160 pàg. ISBN 086778007X
- ------------------------------------, h.w. Bennetts. 1956. The Toxic Plants of Western Austràlia, Perth, West Australian Newspapers
- helen Ogden, Charles Austin Gardner. 1929. Flowers of Western Austràlia. Editor H. Ogden & I. Richardson. 7 pàg.